# 네팔 중앙은행
네팔 중앙은행(네팔어: नेपाल राष्ट्र बैंक, 영어: Nepal Rastra Bank, 약칭 NRB)은 네팔의 중앙은행이다. 1955년 네팔 중앙은행법이 제정되었으며, 1956년 네팔 중앙은행이 설립되었다.
네팔 루피의 가치의 유지 등 네팔 경제에 중요한 역할을 맡고 있다.